# Жимолостное
Жимолостное — село в Прохоровском районе Белгородской области. Входит в состав Плотавского сельского поселения.

## География
Находится в северной части Белгородской области, в лесостепной зоне, в пределах юго-западного склона Среднерусской возвышенности, на расстоянии примерно 7 километров (по прямой) к югу от Прохоровки, административного центра района. Абсолютная высота — 231 метр над уровнем моря.

### Климат
Климат характеризуется как умеренно континентальный, с относительно мягкой зимой и тёплым продолжительным летом. Среднегодовая температура воздуха — 5,4 °C. Средняя температура воздуха самого холодного месяца (января) — −9,2 °C; самого тёплого месяца (июля) — 16,4 — 24,3 °C. Безморозный период длится в среднем 155—160 дней. Годовое количество атмосферных осадков — 527—595 мм, из которых большая часть выпадает в тёплый период.

### Часовой пояс
Село Жимолостное как и вся Белгородская область, находится в часовой зоне МСК (московское время). Смещение применяемого времени относительно UTC составляет +3:00.

## История
Основано на рубеже XVII и XVIII веков. 
Согласно документам десятой российской переписи в Жиломестном, как раньше называлось село, на 1857 год насчитывалось «620 душ мужского пола», а в  1885 году в «Корочанского уезда Шаховской волости селе Жиломестном и д. Правороть» размещалось 211 двор и проживало 1621 житель. так же там работало 25 промышленных предприятий и два кабака.
По соседству с селом Жимолостное находится деревня Правороть. Граница между ними определена путем межевания, однако часто из-за невнимательности жители заходили за пределы своих земель, что вызвало споры и стычки. Так в 1872 году из-за очередного спора пришлось вводить военный батальон. Об этом случае упоминается в сохраненной справке того времени:  «5 октября начальник Курского губернского жандармского управления доносил третьему отделению собственной его императорского величества канцелярии, что крестьяне села Жимолостного и деревни Правороти Корочанского уезда препятствуют размежеванию земли. В села введен батальон 121-го пехотного Пензенского полка». 
До начала коллективизации в селе был большой сад, принадлежавший барину Зюльскому из Керчи, который впоследствии бежал и оставил его крестьянам. 
В 1929 году в селе организовалась сельхозартель «Победа», а в 1930 г. образовался колхоз «Красный партизан». 
На момент 1933 года в селе работали две ветряные мельницы. 1935-1961 года Жимолостное входит в Полтавский сельсовет Беленихинского района.
1949 год - в селе строится тракторный парк.
1960 - открывает свои двери новая начальная  школа..
1997 год - село Жимолостное газицифировали.

## Население
| 2002 | 2010 |
| ---- | ---- |
| 44   | ↗50  |

### Половой состав
По данным Всероссийской переписи населения 2010 года в гендерной структуре населения мужчины составляли 46 %, женщины — соответственно 54 %.

### Национальный состав
Согласно результатам переписи 2002 года, в национальной структуре населения русские составляли 91 %.